# Tratalias
Tratalias (sardisk: Tratalìas) er en by og en kommune (comune) i provinsen Sud Sardegna i regionen Sardinien i Italien. Byen ligger i 17 meters højde og har 1.085 indbyggere (2016). Kommunen har et areal på 31 km² og grænser til kommunerne Carbonia, Giba, Perdaxius, Piscinas, San Giovanni Suergiu og Villaperuccio.